# ديفيد فانينج
ديفيد فانينج (بالإنجليزية: David Fanning)‏ هو منتج تلفزيوني جنوب أفريقي، ولد في 25 مايو 1946.

## وصلات خارجية
- ديفيد فانينج على موقع IMDb (الإنجليزية)
- ديفيد فانينج على موقع قاعدة بيانات الفيلم (الإنجليزية)